# Première bataille de Dragoon Springs
Guerres apaches
Guerre de Sécession
Batailles
Combats dans l'Arizona confédéré
- Mesilla (1re)
- Tubac
- Cooke's Canyon
- Florida Mountains
- Gallinas Mountains
- Placito
- Pinos Altos
- Canada Alamosa
- Valverde
- Stanwix Station
- Picacho Pass
- Dragoon Springs (1re)
- Dragoon Springs (2e)
- Tucson
- Mesilla (2e)
- Apache Pass
- La Paz

- Point of Rocks (en)
- Wagon Mound (en)
- Combat de Bell (en)
- Cieneguilla (en)
- Ojo Caliente Canyon (en)

- Diablo Mountains (en)
- Expédition d'Antelope Hills (en)
- Little Robe Creek (en)
- 1re Adobe Walls

- Cooke's Spring (en)
- Expédition de Bonneville (en)
- Madera Canyon (en)
- Mimbres River (en)
- Affaire Bascom
- Tubac
- Cooke's Canyon
- Florida Mountains
- Gallinas Mountains
- Placito
- Pinos Altos
- 1re Dragoon Springs
- 2e Dragoon Springs
- Apache Pass
- Big Bug
- Mowry (en)
- Mount Gray
- Doubtful Canyon
- Fort Buchanan

- Pipe Spring

- Camp Grant
- Wickenburg
- Burro Canyon
- Tonto Basin
- Salt River Canyon
- Turret Peak (en)
- Sunset Pass (en)

- Yellow House Canyon (en)

- Ojo Caliente
- Las Animas Canyon
- Hembrillo Basin (en)
- Alma (en)
- Fort Tularosa (en)
- Carrizo Canyon (en)

- Cibecue Creek
- Fort Apache (en)
- McMillenville (en)
- Big Dry Wash
- Lordsburg Road
- Devil's Creek (en)
- Little Dry Creek (en)
- Nacori Chico
- Bear Valley (en)
- Pinito Mountains

- Kelvin Grade (en)
- Cherry Creek (en)
- Guadalupe Canyon (en)

La première bataille de Dragoon Springs est une petite escarmouche entre une petite troupe de dragons confédérés des rangers de l'Arizona du gouverneur John R. Baylor, et une bande de guerriers apaches pendant la guerre de Sécession. Elle s'est déroulée le 5 mai 1862, près de la ville actuelle de Benson, en Arizona, dans l'Arizona confédéré.

## Contexte
La création d'un territoire de l'Arizona distinct du territoire du Nouveau-Mexique à la fin des années 1850 ne se concrétise pas à la suite d'un désaccord du Congrès sur les frontières du nouveau territoire : les représentants du Nord plaident en faveur d'une division nord-sud le long de l'actuelle frontière entre l'Arizona et le Nouveau-Mexique, tandis que les représentants du Sud poussent pour une division est-ouest le long du 34e parallèle. Avec la venue de la guerre de Sécession, le nouveau gouvernement confédéré est libre d'établir la frontière comme il l'entend.
Peu de temps après l'arrivée des forces confédérées en provenance du Texas, les sécessionnistes se réunissent à Mesilla et adoptent une ordonnance de Sécession, le 16 mars 1861. Cet objectif est devenu une réalité à la suite de la victoire confédérée lors de la première bataille de Mesilla le 25 juillet 1861. Le 1er août 1861, le lieutenant-colonel John R. Baylor, commandant victorieux à la tête des troupes confédérées à Mesilla, fait une proclamation déclarant la création du territoire provisoire confédéré de l'Arizona, pour inclure l'ensemble de l'ancien territoire des États-Unis du Nouveau-Mexique au sud du 34e parallèle nord. Baylor se proclame gouverneur et met en place un gouvernement territorial qui continue de s'appliquer jusqu'à ce que les confédérés soient forcés de quitter le Nouveau-Mexique en juillet 1862.
Ce territoire de l'Arizona est officiellement reconnu par le président confédéré Jefferson Davis, le 14 février 1862, et peu de temps après les forces confédérées sont déployées lors de l'ambitieuse campagne du Nouveau-Mexique pour prendre le contrôle du Sud-Ouest.
Pour faire une réalité de la réclamation de la Confédération de joindre la partie occidentale à leur nouveau territoire de l'Arizona, les soldats confédérés, commandés par le capitaine Sherod Hunter (en) reçoivent l'ordre d'occuper Tucson, y arrivant le 28 février 1862. Ils occupent la ville jusqu'au 14 mai 1862, et c'est un détachement de ces troupes qui est impliqué dans les combats de Dragoon Springs, le 5 mai.

## Bataille
Le 5 mai 1862, une petite bande de confédérés montés, escortant des prisonniers de l'Union vers le Texas, campe dans la station de diligence abandonnée du Butterfield Overland Mail (en) et à une source dans les monts Dragoon, à environ vingt-six kilomètres de la ville actuelle de Benson et près de Dragoon, en Arizona. Une force d'environ 100 guerriers apaches chiricahuas, commandée par les chefs de guerre Cochise et Francisco, prennent en embuscade le groupe. Trois soldats confédérés et un jeune Mexicain, gardien de troupeau, sont tués,. Les Apaches réussissent à capturer un grand nombre de têtes de bétail et de chevaux,.
Cette petite escarmouche est connue pour avoir causé les morts au combat des plus à l'ouest de la Confédération, et est le seul engagement dans lequel des soldats confédérés ont été tués dans les confins modernes de l'Arizona. Elle est souvent incluse dans les guerres apaches qui a vu des combats entre les Apaches et les Américains entre 1851 et 1900.

## Conséquences
Quelques jours plus tard, le 9 mai 1862, après avoir pris connaissance de l'attaque, le capitaine Sherod Hunter (en) ordonne à ses hommes de reprendre le troupeau de bovins et de chevaux capturés, et de venger la mort de leurs camarades. Les confédérés réussissent, reprenant les animaux volés et tuant cinq Apaches, sans perte de leur côté. Les quatre victimes sont enterrées près de la station de diligence de Dragoon Springs (en), où ils sont encore aujourd'hui près des restes bien conservés.